# Sign of the Hammer
Sign of the Hammer é o quarto álbum de estúdio da banda estadunidense de heavy metal Manowar, lançado em 15 de outubro de 1984.
Em 2005, Sign of the Hammer ficou na posição 418 no livro "The 500 Greatest Rock & Metal Albums of All Time" da revista Rock Hard.
| Críticas profissionais                                                      | Críticas profissionais |
| Avaliações da crítica                                                       | Avaliações da crítica  |
| Fonte                                                                       | Avaliação              |
| --------------------------------------------------------------------------- | ---------------------- |
| allmusic                                                                    | [ 2 ]                  |
| Esta tabela precisa de ser acompanhada por texto em prosa. Consulte o guia. |                        |

## Faixas
Todas as faixas compostas por Joey DeMaio, exceto "The Oath", escrita por Joey DeMaio e Ross The Boss.
| N.º | Título                        | Duração |  |
| 1.  | "All Men Play on 10"          | 4:01    |  |
| 2.  | "Animals"                     | 3:34    |  |
| 3.  | "Thor (The Powerhead)"        | 5:23    |  |
| 4.  | "Mountains"                   | 7:39    |  |
| 5.  | "Sign of the Hammer"          | 4:18    |  |
| 6.  | "The Oath"                    | 4:54    |  |
| 7.  | "Thunderpick"                 | 3:31    |  |
| 8.  | "Guyana (Cult of the Damned)" | 7:10    |  |

## Formação
- Joey DeMaio – baixo
- Ross The Boss – guitarra
- Eric Adams – vocais
- Scott Columbus – bateria